# Eve 6
Eve 6, également typographié EVE 6 ou EVƎ 6, est un groupe de rock américain, originaire de La Crescenta-Montrose, en Californie. Il se fait connaître par son single Inside Out, l'hymne universitaire Here's to the Night et le titre Anytime  dans le film Snow, Sex and Sun. Le groupe se sépare momentanément en 2004, puis se reforme par deux des trois membres originaux en octobre 2007.

## Biographie

### Débuts (1995–2004)

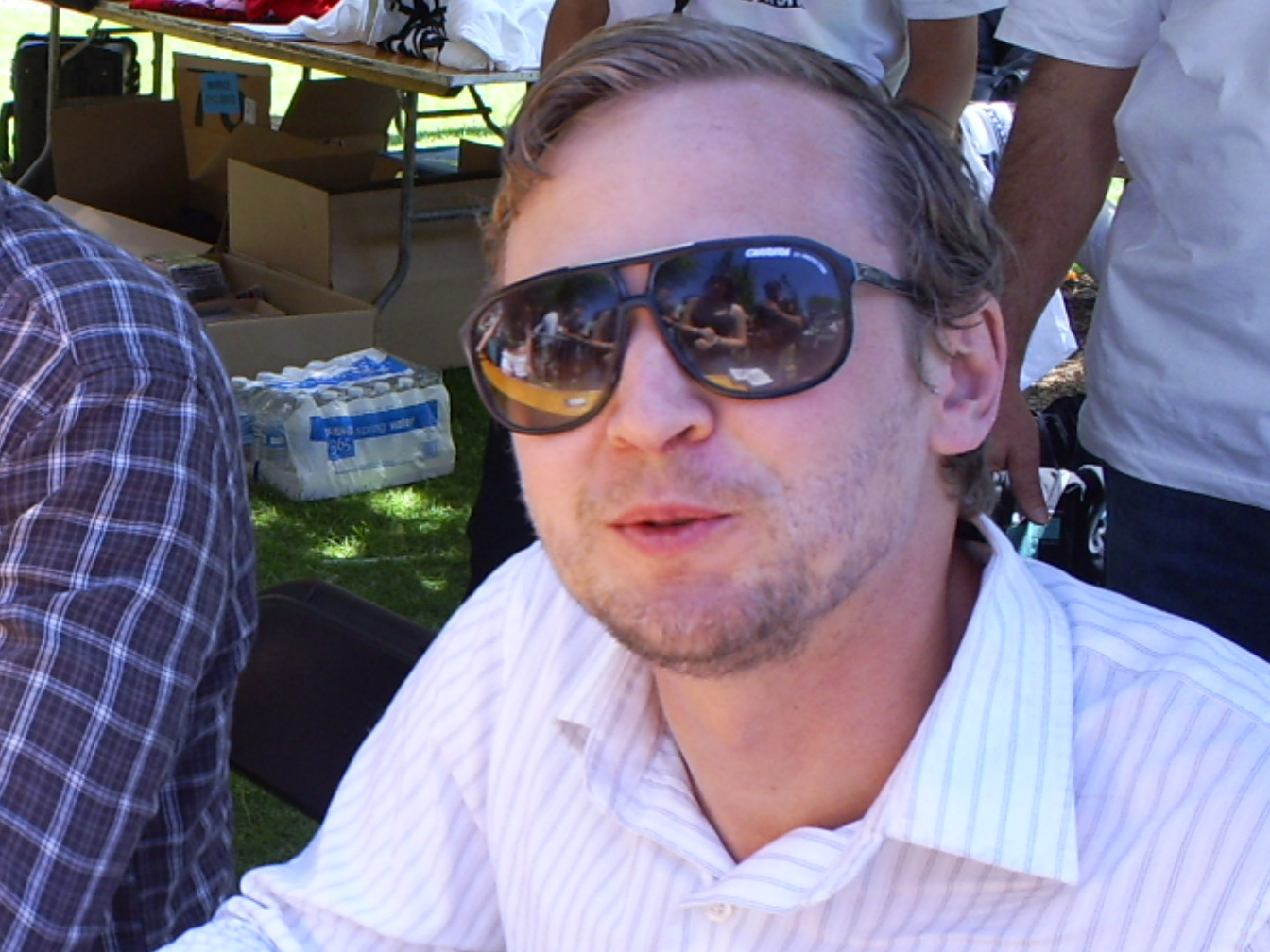
Le guitariste Jon Siebels en 2012.

Le groupe se compose à l'origine de Max Collins (basse, chant), Jon Siebels (guitare, chœurs), et Nick Meyers (batterie),. Le groupe se forme en 1995 à La Crescenta, en Californie d'abord sous le nom de Yakoo, puis de Eleventeen ; ils adoptent plus tard le nom d'Eve 6. Leur premier concert s'effectue auu Eagle's Coffee Pub à North Hollywood. Eleventeen signe un contrat avec RCA alors que le groupe n'est encore qu'au lycée, et est managé par Jake Knight. Après l'enregistrement de l'EP Eleventeen qui ne sera jamais publié, Meyers quitte le groupe et est remplacé par Tony Fagenson.
Le dernier nom du groupe fait référence à la série X-Files : Aux frontières du réel. Fagenson, fan de la série, s'inspirera de l'épisode Eve qui comprend un personnage appelé Eve 6.
Le groupe publie l'album Eve 6 en 1998, qui se classe 33e aux États-Unis, et qui est certifié disque de platine grâce au succès des singles Inside Out et Leech', ce dernier ayant atteint les classements Modern Rock. Le groupe participe à l'émission The Tonight Show with Jay Leno, The Late Show with David Letterman, Jimmy Kimmel Live!, Late Night with Conan O'Brien, et au TRL avec Carson Daly, puis leurs clips passent sur MTV, en particulier celui de Here's to the Night en été 2001.
Les faibles ventes de l'album It's All in Your Head (seulement 192 000 exemplaires sont vendus, comparé aux deux précédents albums) mène à une rupture de contrat entre Eve 6 et RCA. L'épuisement physique et mental mène le groupe à se mettre en pause indéfiniment en 2004. Leur dernier concert se joue le 16 juillet 2004 au Gateway Arch de Saint Louis.

### Retour (2007–2012)
Le 1er octobre 2007, une rumeur de retour concernant Eve 6 filtre sur Internet ; ce retour verra participer Collins et Fagenson, et le nouveau guitariste Matt Bair en tournée. Collins et Fagenson jouent longuement en tant qu'Eve 6 dès 2008, et le guitariste Matt Bair remplace temporairement Siebels, qui se consacre à cette période à son projet musical Monsters Are Waiting. Le groupe passe des années à tourner. Puis il signe en 2011 avec le label Fearless Records.
Eve 6 recrute de nouveau Don Gilmore (Linkin Park, Dashboard Confessional, Good Charlotte) — qui a produit le deux premiers albums d'Eve 6 — pour tenir les sessions de l'album Speak in Code. L'album comprend un mélange d'anciennes ébauches de compositions et nouveaux morceaux écrits dans les derniers mois.

### Speak in Code(depuis 2012)
Eve 6 publie son nouvel album Speak in Code le 24 avril 2012, huit ans après sa séparation en 2004. Il s'agit de leur quatrième album, et du tout premier au label Fearless Records. Il comprend les singles Victoria et Curtain. Le groupe tourne pendant une grande partie de l'année 2012 en soutien à Speak in Code, notamment avec All American Rejects et Everclear. Le groupe annonce ensuite la réédition de Eve 6 en format vinyle pour le 9 décembre.

## Membres
- Max Collins -  chant, basse
- Jon Siebels - guitare
- Tony Fagenson - batterie

## Discographie

### Albums studio
- 1996 : Eleventeen (sous le nom de Eleventeen)
- 1998 : Eve 6 (disque de platine)
- 2000 : Horrorscope (disque d'or)
- 2003 : It's All in Your Head
- 2012 : Speak in Code

### Singles
- Inside Out (album Eve 6)
- Open Road Song (album Eve 6)
- Tongue Tied (album Eve 6)
- Promise (album Horrorscope)
- On the Roof Again (album Horrorscope)
- Here's to the Night (album Horrorscope)
- Think Twice (album It's All in Your Head)
- At Least We're Dreaming (album It's All in Your Head)
- Good Lives (album It's All in Your Head)